# Stereodon lapponicus
Stereodon lapponicus là một loài Rêu trong họ Hypnaceae. Loài này được (Schimp.) Lindb. mô tả khoa học đầu tiên năm 1879.